# Девгенієве діяння

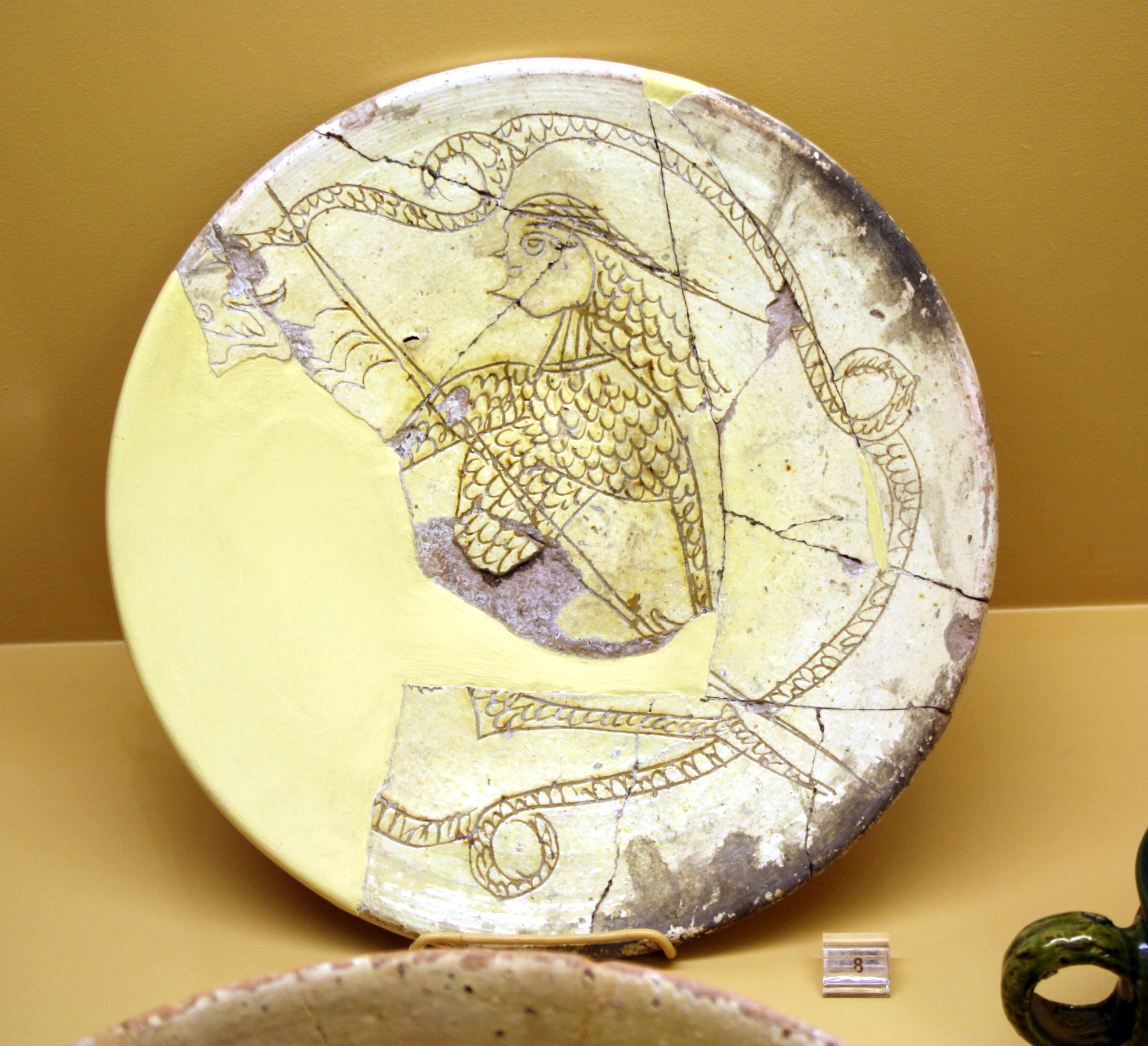
Дігеніс Акрит бореться зі змією, візантійська посудина, музей Афінської агори, Стоа Аталлуса

Девгенієве діяння, або Житіє Девгенія — поема про подвиги й любовні пригоди Дігеніса Акріта, перекладний твір княжої доби.
Походить від візантійського епічного переказу «Дігеніс Акрітас», датованого 9-10 століттям, який про богатиря-прикордонника Дігеніса Акрита. Ім'я героя багатозначне: Дігеніс — двународжений, акріт — прикордонник. Переклад візантійського сказання міг бути здійснений ще в XII століття, але повість дійшла до нас лише в трьох списках XVII–XVIII століть, у яких безліч відмінностей від грецького оригіналу.

## Сюжет
«Девгенієве діяння» складається з декількох розділів, що оповідають лише про деяких «ключові» епізоди життя героя: в одному розповідається про історію батьків Девгенія — арабського еміра і викраденої ним знатної грекині, в іншому — про подвиг хлопчика Девгенія на першому у його житті полюванні — він руками розриває ведмедя і мечем розсікає навпіл лева. У третьому розділі розповідається, як Девгеній зухвало відвозить дочку воєначальника Стратига (термін «стратег» прийнятий тут за власне ім'я) і одружується з нею, у четвертому — про перемогу Девгенія над царем Василем. Невідомо, коли відбулися ці істотні скорочення оригіналу — у процесі перекладу чи в наступній історії тексту.

## Літературна переробка
Вважається, що у XVI–XVII ст. первісний текст оповіді піддався істотному переосмисленню і був зближений своїми сюжетними рисами з модними перекладними лицарськими романами: галантний (у грецькому тексті «Дігеніс Акрітас») лицар Девгеній отримує риси неприборканого у своїх бажаннях молодця (викликаючи до себе дочку Стратига, він у випадку відмовлення загрожує їй смертю). Сама кохана Девгенія з боязкої і ніжної красуні перетворена в дівицю «удалі молодецької», що нагадує богатиршу-поляницю новгородських билин.
Сила Девгенія знаходить гіперболічні риси — за один «заїзд» він убиває тисячі воїнів. Списки, що дійшли до нас, істотно відрізняються між собою — переписувачі сприймали повість не як епічний переказ «про колишні часи», а як цікаву історію про прекрасного, могутнього і незчисленно багатого войовника, добування ним нареченої (зовсім як у народній казці) і незліченних подвигах.
Один зі списків діяння початку XVI століття входив до складу збірника, що містив «Слово о полку Ігоревім» і згорів 1812 року.

## Тексти
- Сперанский М. Н. Девгениево деяние. К истории его текста в старинной русской письменности: Исследование и тексты // СОРЯС — 1922.—Т. 99, № 7.—С 134–165.
- Кузьмина В. Д. Девгениево деяние (Деяние прежних времен храбрых человек) — М , 1962; Девгениево деяние / Подг. текста, перевод и примеч. О. В. Творогова // Изборник (1969). — С. 172–190, 714–715,
- Девгениево деяние / Подг. текста, перевод и комм. О В Творогова // ПЛДР. — XIII век — М , 1981 — С 28—65, 531–533 [Архівовано 13 січня 2005 у Wayback Machine.]. Дигенис Акрит / Переклад, статті і ком. А. Я. Сыркина. — М., 1960).